# Javivi
Javier Gil Valle, connu sous le nom de scène Javivi (né le 20 juin 1961 à Hervás) est un acteur espagnol.

## Biographie
Javier Gil Valle passe son enfance en France et fait des études de sociologie à Madrid. Il travaille plus tard comme travailleur social avant de retourner à Paris, où il est reçu docteur à la Sorbonne. En 1994, il rentre en Espagne pour commencer sa carrière comme acteur avec le programme Inocente, inocente. Son nom Javivi provient de son bégaiement.

## Filmographie
- 1996 : Los porretas
- 1997 : Igual caen dos (El atardecer del Pezuñas)
- 1997 : Brácula. Condemor II
- 1998 : Pápa Piquillo
- 1998 : El grito en el cielo
- 1998 : Mátame mucho
- 1999 : La mujer más fea del mundo
- 1999 : Los lobos de Washington
- 1999 : Se buscan fulmontis
- 2000 : Operación gónada
- 2001 : Noche de reyes
- 2002 : El robo más grande jamás contado
- 2003 : Haz conmigo lo que quieras
- 2003 : Diario de una becaria
- 2004 : Les Dalton de Philippe Haïm
- 2004 : Tiovivo c. 1950
- 2005 : Ninette
- 2006 : Locos por el sexo
- 2011 : Le Moine de Dominik Moll
- 2012 : Astérix et Obélix : Au service de Sa Majesté de Laurent Tirard
- 2016 : Plus belle la vie : Daniel Bernardoni
- 2017 : Abracadabra
- 2018 : Miamor perdido
- 2018 : Hacerse mayor y otros problemas
- 2022 : Pijamas Espaciales
- 2023 : Desmadre incluido